# Black Coyote
Black Coyote était un amérindien Lakota, du clan des Miniconjous, qui refusa de rendre ses armes, déclenchant involontairement le massacre de Wounded Knee le 29 décembre 1890.
Un récit amérindien de Turning Hawk, sympathisant du gouvernement des États-Unis présent sur les lieux présente Black Coyote comme « un homme fou, un jeune homme de très mauvaise influence, en fait un rien du tout. »
Plusieurs sources historiques confirment que Black Coyote était sourd ou malentendant, notamment le rapport du Général Nelson A. Miles : « a scuffle occurred between one deaf warrior who had [a] rifle in his hand and two soldiers. The rifle was discharged and a battle occurred » (« Une bagarre s'est produite entre un guerrier sourd qui tenait un fusil et deux soldats. Un coup est parti et la bataille s'est engagée ») ainsi que le témoignage du sergent Theodor Ragnar.
Un autre récit du lieutenant James D. Mann détaille le massacre et un supplément (d'origine inconnue) a été ajouté à son récit après sa mort (Mann mourut en effet deux semaines plus tard après l'escarmouche de la Mission Drexel) : 

« … Mann a oublié de mentionner …Black Coyote, un jeune qui était connu de son peuple comme un semeur de trouble. Il brandissait son arme, déclarant qu'il l'avait achetée et qu'il ne la rendrait pas tant qu'il ne serait pas payé… »

Black Coyote apparaît dans la mini-série Into the West.